# Вінницька харчосмакова фабрика
ПрАТ «Вінницька харчосмакова фабрика» — підприємство у Вінниці з виробництва продуктів харчування; один із лідерів серед плодопереробних підприємств Вінницької області та один з найвідоміших в Україні виробників столового хрону та спеціалізованих соусів. Учасник благодійних кампаній із допомоги воїнам АТО.

## Історія
Підприємство бере свій початок у післявоєнні роки, коли 25 вересня 1945 року наказом Вінницького облхарчопрому з метою забезпечення потреб населення Вінниці і області в продуктах харчування, був заснований «Вінницький харчовий комбінат» (продукція — хлібопекарські вироби, соняшникова олія і безалкогольні напої).
Відповідно до наказу № 284 Міністерства харчової промисловості УРСР від 21 липня 1969 року, Вінницький харчокомбінат було перейменовано у «Вінкомбінат», а вже за наказом Вінницького харчопрому від 12 січня 1978 року Вінкомбінат перейменували у Вінницький завод продтоварів. У 1999 році у результаті реорганізації ВАТ «Вінницький завод продтоварів» утворилося три підприємства, одне з яких — ПрАТ «Вінницька харчосмакова фабрика». До компанії відійшло кілька виробничих цехів.

## Продукція

Упаковка рису «Панська нива» на полиці одного з супермаркетів

Станом на 2013 рік підприємство виробляло більше 50 найменувань продукції: хрін столовий; гірчицю; майонез; соуси; кетчупи; круп'яні палички; сухі сніданки з наповнювачами; каші швидкого готування; борошно текстуроване; хлібний квас; оцет столовий «Вінницький»; напої і воду; пет. тару.
У 1999 році підприємство зареєструвало торгову марку «ВХС», під якою і випускає продукцію. 
Всі процеси виробництва здійснюються на сучасному, високотехнологічному устаткуванні провідних європейських компаній у відповідності з рецептурою й дотриманням всіх державних стандартів.
Продукцію фабрика реалізовує через оптово-торгівельні підприємства та мережі супермаркетів.
Візитівкою компанії — є продукт «хрін „Вінницький“ з буряком».

## Виробнича структура
- цех з виробництва харчових концентратів;
- цех з виробництва соусів і приправ;
- цех з виробництва квасу;[7]
- цех з виробництва напоїв та екстрактів[10].

У листопаді 2017 року фабрика розширила виробничі потужності за допомогою проєкту підтримки USAID «Підтримка аграрного і сільського розвитку».

## Нагороди і визнання
- Лауреат Всеукраїнського конкурсу якості продукції — «100 найкращих товарів України» 2006—2007 років[13].
- Переможець конкурсу «Краща торгова марка Поділля» 2014 і 2016 років[14][15]
- У 2019 ― переможець обласного конкурсу «Торговельна марка року»[16]